# 1676
Il 1676 (MDCLXXVI in numeri romani) è un anno bisestile del XVII secolo.

## Eventi
- Le rivolte contro i missionari latifondisti e schiavisti costringono il vescovato portoghese ad abbandonare San Salvador.
- 8 gennaio – Battaglia navale di Alicudi tra Francia e Province Unite nell'ambito della Guerra d'Olanda.
- 22 aprile – Battaglia navale d'Agosta tra flotta francese comandata dall'ammiraglio Abraham Duquesne e alleati ispano-olandesi nell'ambito della guerra d'olanda nella quale perse la vita il comandante della flotta alleata Michiel de Ruyter.
- 1º giugno – Battaglia di Öland: Nell'ambito della Guerra di Scania, decisiva vittoria danese-olandese contro una flotta svedese, che conferma la supremazia navale danese messa in evidenza nel corso dell'intera guerra.
- 2 giugno – Decisiva Battaglia navale di Palermo nell'ambito della guerra d'Olanda. Nella quale l'ammiraglio della flotta francese Anne Hilarion de Costentin de Tourville sconfisse definitivamente le flotte alleate spagnola e olandese i cui ammiragli morirono in battaglia. Grazie a questa vittoria la Francia ottenne il predominio del Mediterraneo occidentale per tutta la durata della guerra (quello orientale era dominio dell'Impero ottomano).
- 26 agosto – Alvise Contarini viene eletto 106º Doge della Repubblica di Venezia.

## Nati

### Gennaio
- 2 gennaio - Paolo Pannelli, pittore italiano († 1759)
- 3 gennaio - Johannes Steuchius, arcivescovo luterano svedese († 1742)
- 18 gennaio - John Annesley, IV conte di Anglesey, nobile irlandese († 1710)
- 19 gennaio - Jakob Gruber, politico svizzero († 1750)

### Febbraio
- 2 febbraio - Francesco Maria Raineri, pittore italiano († 1758)
- 2 febbraio - Giovanni Maria Salvioni, tipografo italiano († 1755)
- 4 febbraio - Giacomo Facco, compositore, violoncellista e violinista italiano († 1753)
- 7 febbraio - Mechitar di Sebaste, monaco cristiano armeno († 1749)
- 20 febbraio - Jean Balon, danzatore francese († 1710)

### Marzo
- 4 marzo - Teresa Cunegonda Sobieska di Polonia, principessa polacca († 1730)
- 13 marzo - Gian Domenico Bertoli, archeologo e saggista italiano († 1763)
- 21 marzo - Girolamo Antonio Altieri, III principe di Oriolo, principe italiano († 1762)
- 26 marzo - Pietro Cappello, politico e diplomatico italiano († 1729)
- 27 marzo - Francesco II Rákóczi, militare, condottiero e patriota ungherese († 1735)

### Aprile
- 1º aprile - Luigi Riccoboni, attore teatrale e scrittore italiano († 1753)
- 4 aprile - Giuseppe Maria Orlandini, compositore italiano († 1760)
- 14 aprile - Ernst Christian Hesse, violista e compositore tedesco († 1762)
- 17 aprile - Federico I di Svezia, re († 1751)
- 24 aprile - Elisabetta Dorotea d'Assia-Darmstadt, nobile († 1721)

### Maggio
- 3 maggio - Michele Pio Fasoli, presbitero italiano († 1716)
- 7 maggio - Pietro Giannone, saggista, storico e giurista italiano († 1748)
- 20 maggio - Serafino Cenci, cardinale e arcivescovo cattolico italiano († 1740)
- 23 maggio - Johann Bernhard Bach, compositore e organista tedesco († 1749)
- 27 maggio - Maria Clara Eimmart, disegnatrice e astronoma tedesca († 1707)
- 28 maggio - Sigismund von Kollonitz, cardinale e arcivescovo cattolico austriaco († 1751)
- 28 maggio - Jacopo Riccati, matematico italiano († 1754)

### Giugno
- 2 giugno - Francesco Maria Loyero, vescovo cattolico e letterato italiano († 1736)
- 5 giugno - Marco Ricci, pittore italiano († 1730)
- 19 giugno - Ottavio Gasparini, vescovo cattolico e diplomatico italiano († 1749)
- 21 giugno - Anthony Collins, filosofo inglese († 1729)
- 21 giugno - Giuseppe Fontana, architetto italiano

### Luglio
- 2 luglio - Benedetto Fortini, pittore italiano († 1732)
- 3 luglio - Leopoldo I di Anhalt-Dessau, principe tedesco († 1747)
- 8 luglio - Philip Sidney, V conte di Leicester, nobile inglese († 1705)
- 17 luglio - César Chesneau Dumarsais, filosofo e grammatico francese († 1756)
- 17 luglio - Hadrian Reland, filologo e cartografo olandese († 1718)
- 22 luglio - Giovanni Andrea Tria, filosofo, teologo e arcivescovo cattolico italiano († 1761)
- 28 luglio - Federico II di Sassonia-Gotha-Altenburg, duca tedesco († 1732)
- 31 luglio - Boris Ivanovič Kurakin, nobile e ambasciatore russo († 1727)

### Agosto
- 12 agosto - Dorotea Federica di Brandeburgo-Ansbach, contessa († 1731)
- 26 agosto - Robert Walpole, politico britannico († 1745)

### Settembre
- 12 settembre - Costantino Balbi, doge († 1741)
- 13 settembre - Elisabetta Carlotta di Borbone-Orléans, principessa francese († 1744)
- 15 settembre - Stanisław Poniatowski, nobile polacco († 1762)
- 17 settembre - Louis Juchereau de Saint-Denis, esploratore francese († 1744)
- 18 settembre - John Manners, II duca di Rutland, nobile inglese († 1721)
- 18 settembre - Eberardo Ludovico di Württemberg, duca († 1733)
- 19 settembre - Damian Hugo von Schönborn-Buchheim, cardinale e vescovo cattolico tedesco († 1743)
- 29 settembre - Sébastien Leclerc II, pittore e disegnatore francese († 1763)

### Ottobre
- 1º ottobre - Pietro Maria Pieri, cardinale italiano († 1743)
- 7 ottobre - Francesco Antonio Correr, patriarca cattolico italiano († 1741)
- 8 ottobre - Benito Jerónimo Feijoo, saggista e religioso spagnolo († 1764)
- 28 ottobre - Giovanni Battista Barni, cardinale e arcivescovo cattolico italiano († 1754)
- 30 ottobre - Teofilo da Corte, teologo italiano († 1740)

### Novembre
- 8 novembre - Luisa Benedetta di Borbone-Condé, principessa francese († 1753)
- 9 novembre - Eustachio Palma, vescovo cattolico italiano († 1754)
- 12 novembre - Antonio Pollarolo, musicista e compositore italiano († 1746)
- 27 novembre - Federico Antonio Ulrico di Waldeck e Pyrmont, conte († 1728)

### Dicembre
- 12 dicembre - Alexander Spotswood, politico, militare e esploratore britannico († 1740)
- 18 dicembre - Elizabeth Felton, nobildonna inglese († 1741)
- 19 dicembre - Louis-Nicolas Clérambault, organista e compositore francese († 1749)
- 20 dicembre - Leonardo da Porto Maurizio, presbitero, religioso e santo italiano († 1751)
- 26 dicembre - Marc-Antoine de Dampierre, compositore, musicista e nobile francese († 1756)
- 30 dicembre - John Philips, poeta inglese († 1709)

### Senza giorno specificato
- Francesco Faraone Aquila, incisore italiano († 1740)
- Varvara Michajlovna Arsen'eva, nobildonna russa († 1730)
- Ignazio Bertola, architetto e ingegnere italiano († 1755)
- Francesco Biggi, scultore italiano († 1736)
- Giuseppe Camerata, pittore italiano († 1762)
- Colen Campbell, architetto e scultore scozzese († 1729)
- Giovanni Bartolomeo Casaregi, poeta e critico letterario italiano († 1755)
- Pierre-Jacques Cazes, pittore, disegnatore e illustratore francese († 1754)
- Chinchō Motonobu, pittore giapponese († 1754)
- John Clipperton, corsaro statunitense († 1722)
- Jean Dassier, medaglista svizzero († 1763)
- Antonio Di Gennaro, matematico italiano († 1751)
- Niccolò Gabburri, storico dell'arte italiano († 1742)
- Giovanni Antonio Giustiniani, doge († 1735)
- Orazio Grevenbroeck, pittore italiano († 1739)
- Ferrante Maddalena, politico e letterato italiano († 1752)
- Filippo Giulio Francesco Mancini, nobile francese († 1768)
- Giovanni Giacomo Marinoni, astronomo e matematico italiano († 1755)
- Giuseppe Mastroleo, pittore italiano († 1744)
- William Maxwell, V conte di Nithsdale, nobile britannico († 1744)
- Pietro Patroni, ottico italiano († 1744)
- Ignaz Preissler, pittore tedesco († 1741)
- Alexander Selkirk, corsaro britannico († 1723)
- Giovanni Antonio Sevalle, ingegnere e architetto italiano († 1743)
- Pierre Talon, esploratore francese
- Théobald Michau, pittore e disegnatore fiammingo († 1765)
- Girolamo Ticciati, scultore e architetto italiano († 1744)

## Morti

### Gennaio
- 1º gennaio - Carlo Roberto Dati, filologo e scienziato italiano (n. 1619)
- 7 gennaio - Marco Faustini, impresario teatrale italiano (n. 1606)
- 13 gennaio - André Graindorge, filosofo e medico francese (n. 1616)
- 14 gennaio - Francesco Cavalli, compositore italiano (n. 1602)
- 16 gennaio - Girolamo Mattei, I duca di Giove, nobile e politico italiano (n. 1606)
- 20 gennaio - Simone Mastacchi, fantino italiano (n. 1631)

### Febbraio
- 8 febbraio - Alessio Michajlovič, sovrano (n. 1629)
- 21 febbraio - Giovanni Artusi Canale, scultore italiano (n. 1610)

### Marzo
- 16 marzo - Henri de Guénegaud, politico e nobile francese (n. 1609)
- 22 marzo - Anne Clifford, nobile e mecenate inglese (n. 1590)
- 26 marzo - Giovanna Beatrice di Dietrichstein-Nikolsburg, principessa austriaca
- 26 marzo - Theodor Matham, incisore, pittore e disegnatore olandese (n. 1605)
- 27 marzo - Francisco Fernández de la Cueva, VIII duca di Alburquerque, ufficiale spagnolo

### Aprile
- 5 aprile - John Winthrop il Giovane, politico inglese (n. 1606)
- 8 aprile - Claudia Felicita d'Austria, sovrana (n. 1653)
- 29 aprile - Michiel de Ruyter, ammiraglio olandese (n. 1607)

### Maggio
- 7 maggio - Henri Valois, filologo e storico francese (n. 1603)
- 16 maggio - Vitale Valguarnera Lanza, nobile e politico italiano (n. 1617)
- 18 maggio - Bonaventura Belluto, filosofo, teologo e francescano italiano
- 23 maggio - Domenico Marolì, pittore italiano (n. 1612)
- 23 maggio - Giovanni van Houbraken, pittore fiammingo (n. 1612)
- 24 maggio - Federico Sforza, cardinale italiano (n. 1603)
- 27 maggio - Paul Gerhardt, poeta tedesco (n. 1607)

### Giugno
- 1º giugno - Karl Kaspar von der Leyen, arcivescovo cattolico e nobile tedesco (n. 1618)
- 11 giugno - Lorentz Creutz, ammiraglio svedese (n. 1615)
- 11 giugno - Claes Uggla, ammiraglio svedese (n. 1614)
- 13 giugno - Enrichetta Adelaide di Savoia, nobile (n. 1636)
- 29 giugno - Hendrik van der Borcht il Giovane, pittore tedesco (n. 1614)

### Luglio
- 4 luglio - François Le Vau, architetto francese (n. 1613)
- 5 luglio - Carl Gustaf Wrangel, generale svedese (n. 1613)
- 12 luglio - Elisabetta Sofia di Meclemburgo-Güstrow, nobildonna e compositrice tedesca (n. 1613)
- 12 luglio - Lorenzo Panciatichi, letterato italiano (n. 1635)
- 14 luglio - Nettario di Gerusalemme, arcivescovo ortodosso greco (n. 1602)
- 17 luglio - Marie-Madeleine d'Aubray, nobile e serial killer francese (n. 1630)
- 19 luglio - Giorgio III d'Assia-Itter, nobile (n. 1632)
- 22 luglio - Papa Clemente X, papa, vescovo cattolico e cardinale italiano (n. 1590)
- 25 luglio - François Hédelin, drammaturgo e scrittore francese (n. 1604)
- 26 luglio - Orsola Caccia, religiosa e pittrice italiana (n. 1596)
- 26 luglio - Luis Alfonso de los Cameros, arcivescovo cattolico spagnolo (n. 1600)

### Agosto
- 12 agosto - Metacomet,  nativo americano
- 14 agosto - Nicolò Sagredo, doge (n. 1606)
- 17 agosto - Hans Jakob Christoffel von Grimmelshausen, scrittore tedesco (n. 1621)
- 18 agosto - Jacopo Melani, compositore, organista e cantante italiano (n. 1623)
- 21 agosto - Virginio Orsini, cardinale e vescovo cattolico italiano (n. 1615)
- 24 agosto - Massimiliano Giuseppe di Fürstenberg-Heiligenberg, nobile tedesco (n. 1651)
- 27 agosto - Carlo Bonelli, cardinale e arcivescovo cattolico italiano (n. 1612)
- 29 agosto - Luisa Carlotta di Brandeburgo, principessa (n. 1617)
- 31 agosto - Lars Stigzelius, religioso svedese (n. 1598)

### Settembre
- 4 settembre - Carlo Fiorentino di Salm, militare olandese (n. 1638)
- 6 settembre - Vincenzo Lanfranchi, arcivescovo cattolico italiano (n. 1609)
- 9 settembre - Paul Chomedey de Maisonneuve, militare francese (n. 1612)
- 11 settembre - Anna de' Medici, nobile italiana (n. 1616)
- 13 settembre - Lamoral Claudio Francesco di Thurn und Taxis, conte (n. 1621)
- 17 settembre - Sabbatai Zevi, mistico ottomano (n. 1626)

### Ottobre
- 4 ottobre - Marius Ambrosius Capello, vescovo cattolico fiammingo (n. 1597)
- 7 ottobre - Antoine Le Quieu, religioso francese (n. 1601)
- 15 ottobre - Simon de Vos, pittore, incisore e collezionista d'arte fiammingo (n. 1603)
- 18 ottobre - Bartolomeo Vandoni, pittore italiano (n. 1603)
- 20 ottobre - Fazıl Ahmed Köprülü, militare ottomano (n. 1635)
- 22 ottobre - Giovan Battista Langetti, pittore italiano (n. 1635)
- 25 ottobre - Iulius Georgius Schottelius, scrittore tedesco (n. 1612)
- 28 ottobre - Jean Desmarets de Saint-Sorlin, poeta francese (n. 1595)
- 29 ottobre - Ugo Boncompagni, IV duca di Sora, nobile italiano (n. 1614)

### Novembre
- 1º novembre - Gijsbert Voet, predicatore e teologo olandese (n. 1589)
- 14 novembre - Jacques Courtois, pittore francese (n. 1621)

### Dicembre
- 14 dicembre - Gaspar de Bracamonte y Guzmán, diplomatico spagnolo (n. 1595)
- 19 dicembre - Adolfo di Nassau-Schaumburg, nobile tedesco (n. 1629)
- 25 dicembre - William Cavendish, I duca di Newcastle-upon-Tyne, politico, poeta e generale inglese (n. 1592)
- 25 dicembre - Matthew Hale, giurista, giudice e avvocato inglese (n. 1609)

### Senza giorno specificato
- Leonardo Agostini, antiquario, numismatico e archeologo italiano (n. 1593)
- Claudio José Vicente Antolínez, pittore spagnolo (n. 1635)
- Paolo Aringhi, religioso italiano (n. 1600)
- Carlo Assonica, medico, giurista e scrittore italiano (n. 1626)
- John Bond, giurista e religioso inglese (n. 1612)
- Abraham Bosse, incisore francese (n. 1604)
- Carlo Cantù, attore teatrale italiano (n. 1609)
- Salvatore Castiglione, pittore italiano (n. 1620)
- John Clarke, pastore protestante britannico (n. 1609)
- Bartolomeo Coriolano, incisore italiano
- Candido Del Buono, scienziato italiano (n. 1618)
- Michele Desubleo, pittore fiammingo (n. 1601)
- Hendrick Dubbels, pittore olandese
- Roland Fréart de Chambray, scrittore e traduttore francese (n. 1606)
- Isaac La Peyrère, filosofo francese (n. 1596)
- Bernardino Mei, pittore e incisore italiano (n. 1612)
- Nicolaes Molenaer, pittore olandese (n. 1630)
- Bertrand d'Ogeron de La Bouëre, militare francese (n. 1613)
- Jan Olis, pittore olandese
- Pierre Patel, pittore francese
- Catharina Peeters, pittrice fiamminga (n. 1615)
- Claudia Rusca, monaca cristiana, compositrice e musicista italiana (n. 1593)
- Jan Victors, pittore olandese (n. 1619)
- Gerrard Winstanley, religioso e politico britannico (n. 1609)
- Juan de Arellano, pittore spagnolo (n. 1614)
- Dominicus van Tol, pittore olandese

## Calendario
| Calendario 1676 | Calendario 1676 | Calendario 1676 | Calendario 1676 | Calendario 1676 | Calendario 1676 | Calendario 1676 | Calendario 1676 | Calendario 1676 | Calendario 1676 | Calendario 1676 | Calendario 1676 | Calendario 1676 | Calendario 1676 | Calendario 1676 | Calendario 1676 | Calendario 1676 | Calendario 1676 | Calendario 1676 | Calendario 1676 | Calendario 1676 | Calendario 1676 | Calendario 1676 | Calendario 1676 | Calendario 1676 | Calendario 1676 | Calendario 1676 | Calendario 1676 | Calendario 1676 | Calendario 1676 | Calendario 1676 | Calendario 1676 | Calendario 1676 |
| --------------- | --------------- | --------------- | --------------- | --------------- | --------------- | --------------- | --------------- | --------------- | --------------- | --------------- | --------------- | --------------- | --------------- | --------------- | --------------- | --------------- | --------------- | --------------- | --------------- | --------------- | --------------- | --------------- | --------------- | --------------- | --------------- | --------------- | --------------- | --------------- | --------------- | --------------- | --------------- | --------------- |
|                 | 1               | 2               | 3               | 4               | 5               | 6               | 7               | 8               | 9               | 10              | 11              | 12              | 13              | 14              | 15              | 16              | 17              | 18              | 19              | 20              | 21              | 22              | 23              | 24              | 25              | 26              | 27              | 28              | 29              | 30              | 31              |                 |
| Gennaio         | Me              | Gi              | Ve              | Sa              | Do              | Lu              | Ma              | Me              | Gi              | Ve              | Sa              | Do              | Lu              | Ma              | Me              | Gi              | Ve              | Sa              | Do              | Lu              | Ma              | Me              | Gi              | Ve              | Sa              | Do              | Lu              | Ma              | Me              | Gi              | Ve              |                 |
| Febbraio        | Sa              | Do              | Lu              | Ma              | Me              | Gi              | Ve              | Sa              | Do              | Lu              | Ma              | Me              | Gi              | Ve              | Sa              | Do              | Lu              | Ma              | Me              | Gi              | Ve              | Sa              | Do              | Lu              | Ma              | Me              | Gi              | Ve              | Sa              |                 |                 |                 |
| Marzo           | Do              | Lu              | Ma              | Me              | Gi              | Ve              | Sa              | Do              | Lu              | Ma              | Me              | Gi              | Ve              | Sa              | Do              | Lu              | Ma              | Me              | Gi              | Ve              | Sa              | Do              | Lu              | Ma              | Me              | Gi              | Ve              | Sa              | Do              | Lu              | Ma              |                 |
| Aprile          | Me              | Gi              | Ve              | Sa              | Do              | Lu              | Ma              | Me              | Gi              | Ve              | Sa              | Do              | Lu              | Ma              | Me              | Gi              | Ve              | Sa              | Do              | Lu              | Ma              | Me              | Gi              | Ve              | Sa              | Do              | Lu              | Ma              | Me              | Gi              |                 |                 |
| Maggio          | Ve              | Sa              | Do              | Lu              | Ma              | Me              | Gi              | Ve              | Sa              | Do              | Lu              | Ma              | Me              | Gi              | Ve              | Sa              | Do              | Lu              | Ma              | Me              | Gi              | Ve              | Sa              | Do              | Lu              | Ma              | Me              | Gi              | Ve              | Sa              | Do              |                 |
| Giugno          | Lu              | Ma              | Me              | Gi              | Ve              | Sa              | Do              | Lu              | Ma              | Me              | Gi              | Ve              | Sa              | Do              | Lu              | Ma              | Me              | Gi              | Ve              | Sa              | Do              | Lu              | Ma              | Me              | Gi              | Ve              | Sa              | Do              | Lu              | Ma              |                 |                 |
| Luglio          | Me              | Gi              | Ve              | Sa              | Do              | Lu              | Ma              | Me              | Gi              | Ve              | Sa              | Do              | Lu              | Ma              | Me              | Gi              | Ve              | Sa              | Do              | Lu              | Ma              | Me              | Gi              | Ve              | Sa              | Do              | Lu              | Ma              | Me              | Gi              | Ve              |                 |
| Agosto          | Sa              | Do              | Lu              | Ma              | Me              | Gi              | Ve              | Sa              | Do              | Lu              | Ma              | Me              | Gi              | Ve              | Sa              | Do              | Lu              | Ma              | Me              | Gi              | Ve              | Sa              | Do              | Lu              | Ma              | Me              | Gi              | Ve              | Sa              | Do              | Lu              |                 |
| Settembre       | Ma              | Me              | Gi              | Ve              | Sa              | Do              | Lu              | Ma              | Me              | Gi              | Ve              | Sa              | Do              | Lu              | Ma              | Me              | Gi              | Ve              | Sa              | Do              | Lu              | Ma              | Me              | Gi              | Ve              | Sa              | Do              | Lu              | Ma              | Me              |                 |                 |
| Ottobre         | Gi              | Ve              | Sa              | Do              | Lu              | Ma              | Me              | Gi              | Ve              | Sa              | Do              | Lu              | Ma              | Me              | Gi              | Ve              | Sa              | Do              | Lu              | Ma              | Me              | Gi              | Ve              | Sa              | Do              | Lu              | Ma              | Me              | Gi              | Ve              | Sa              |                 |
| Novembre        | Do              | Lu              | Ma              | Me              | Gi              | Ve              | Sa              | Do              | Lu              | Ma              | Me              | Gi              | Ve              | Sa              | Do              | Lu              | Ma              | Me              | Gi              | Ve              | Sa              | Do              | Lu              | Ma              | Me              | Gi              | Ve              | Sa              | Do              | Lu              |                 |                 |
| Dicembre        | Ma              | Me              | Gi              | Ve              | Sa              | Do              | Lu              | Ma              | Me              | Gi              | Ve              | Sa              | Do              | Lu              | Ma              | Me              | Gi              | Ve              | Sa              | Do              | Lu              | Ma              | Me              | Gi              | Ve              | Sa              | Do              | Lu              | Ma              | Me              | Gi              |                 |